# Pourcy
Pourcy est une commune française, située dans le département de la Marne en région Grand Est.

## Géographie

### Localisation

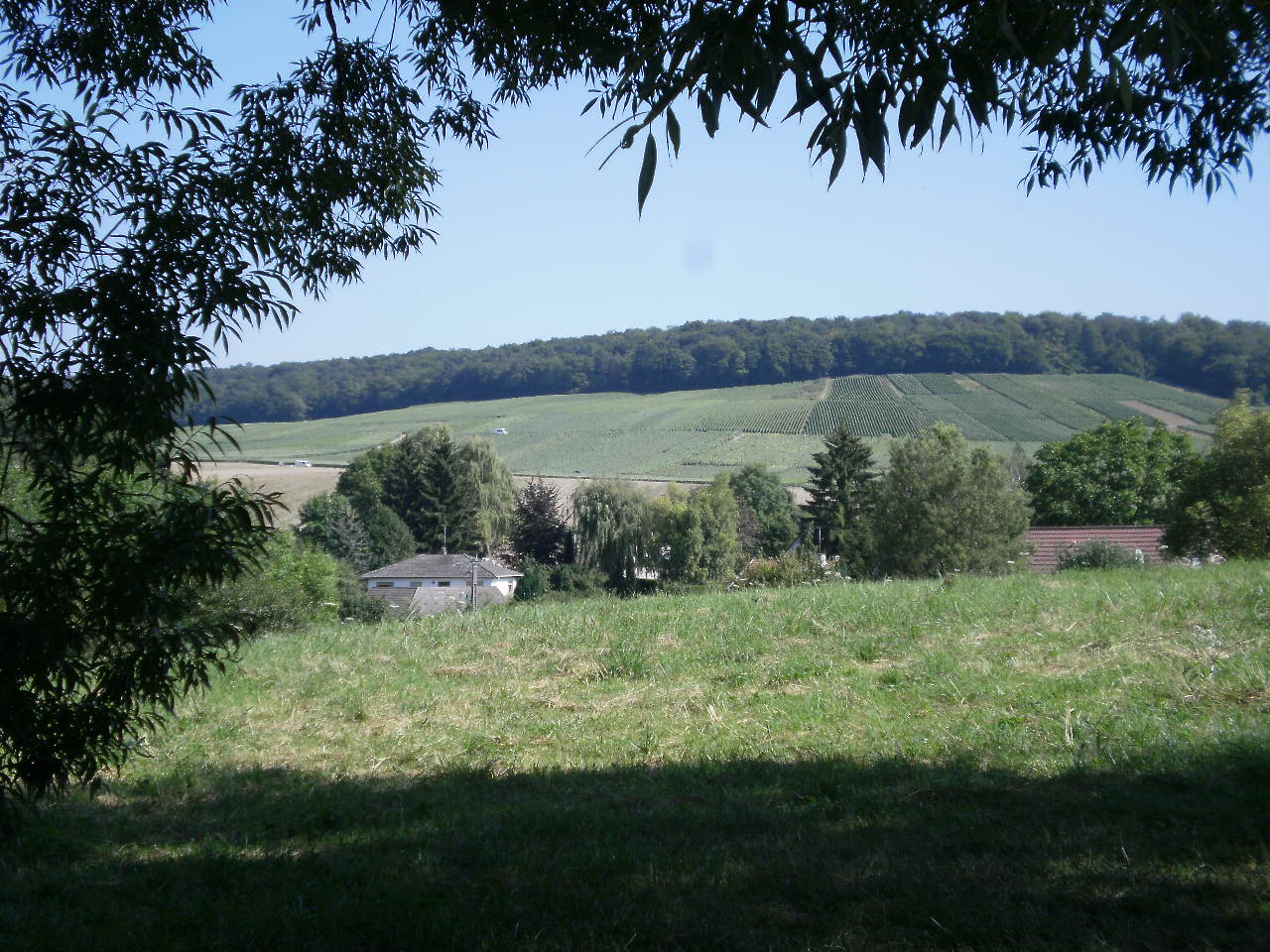
Le village de Pourcy, dominé par la Montagne de Reims et son vignoble.

Pourcy se trouve au nord-ouest du département de la Marne, en région Grand Est. La commune appartient à la région agricole du Tardenois.
La commune de Pourcy s'étend sur une superficie de 835 hectares, au sein du parc naturel régional de la Montagne de Reims. Sur son territoire, l'altitude varie de 138 à 263 mètres. Le village de Pourcy se trouve dans la vallée de l'Ardre, entaillant la Montagne de Reims. Le relief dépasse les 250 m de part et d'autre de cette vallée : au sud-ouest, près du Bois de la Queue du Héron, et au nord-est de Pourcy, où se trouve le point culminant de la commune (à la limite avec Écueil).
Par la route, Pourcy se situe à 56 km de Châlons-en-Champagne, préfecture du département, à 19 km de Reims, sous-préfecture, et à 28 km de Dormans, bureau centralisateur du canton de Dormans-Paysages de Champagne dont dépend Pourcy depuis 2015. La commune fait en outre partie du bassin de vie de Reims.
Pourcy est limitrophe de 4 communes :
| Marfaux  |                   | Écueil                                         |
|          | Pourcy            | La Presle (Nanteuil-la-Forêt), vers Courtagnon |
| Chaumuzy | Nanteuil-la-Forêt |                                                |

### Hydrographie

#### Réseau hydrographique
La commune est dans la région hydrographique « la Seine du confluent de l'Oise (inclus) à l'embouchure » au sein du bassin Seine-Normandie. Elle est drainée par l'Ardre, le ruisseau des Iselles, le cours d'eau 01 de la Mare, le cours d'eau 02 de la commune de Pourcy, le Fossé de la Gruerie, le ruisseau de Courton, le ruisseau des Grandes Fontaines et divers bras de l'Ardre,.
L'Ardre, d'une longueur de 39 km, prend sa source dans la commune de Saint-Imoges et se jette dans la Vesle à Fismes, après avoir traversé 18 communes.
Un plan d'eau complète le réseau hydrographique : l'étang de Courton (2,2 ha),.

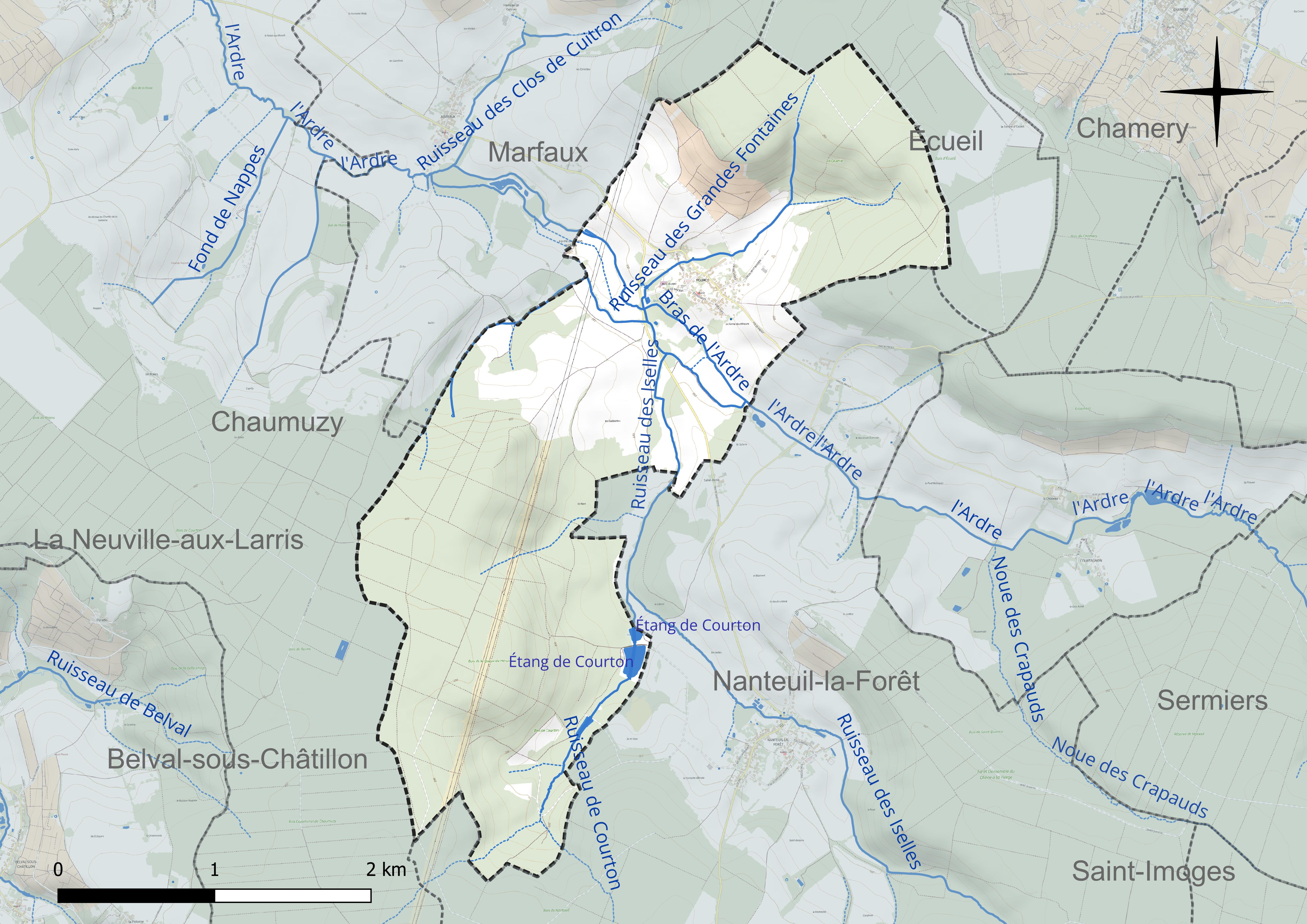
Réseau hydrographique de Pourcy.

#### Gestion et qualité des eaux
Le territoire communal est couvert par le schéma d'aménagement et de gestion des eaux (SAGE) « Aisne Vesle Suippe ». Ce document de planification, dont le territoire s’étend sur 3 096 km2 répartis sur trois départements (Aisne, Marne et Ardennes) et deux régions (Champagne-Ardenne et Picardie), a été approuvé le 16 décembre 2013. La structure porteuse de l'élaboration et de la mise en œuvre est le Syndicat d’aménagement des bassins Aisne Vesle Suippe (SIABAVES). 
La qualité des cours d’eau peut être consultée sur un site dédié géré par les agences de l’eau et l’Agence française pour la biodiversité. 

### Climat
Pour des articles plus généraux, voir Climat du Grand Est et Climat de la Marne.
En 2010, le climat de la commune est de type climat océanique dégradé des plaines du Centre et du Nord, selon une étude du Centre national de la recherche scientifique s'appuyant sur une série de données couvrant la période 1971-2000. En 2020, Météo-France publie une typologie des climats de la France métropolitaine dans laquelle la commune est exposée à un climat océanique altéré et est dans la région climatique  Nord-est du bassin Parisien, caractérisée par un ensoleillement médiocre, une pluviométrie moyenne régulièrement répartie au cours de l’année et un hiver froid (3 °C). 
Pour la période 1971-2000, la température annuelle moyenne est de 10,6 °C, avec une amplitude thermique annuelle de 16 °C. Le cumul annuel moyen de précipitations est de 792 mm, avec 12,4 jours de précipitations en janvier et 8,3 jours en juillet. Pour la période 1991-2020, la température moyenne annuelle observée sur la station météorologique de Météo-France la plus proche, « Chambrecy-Civc », sur la commune de Chambrecy à 7 km à vol d'oiseau, est de 10,7 °C et le cumul annuel moyen de précipitations est de 734,0 mm. 
La température maximale relevée sur cette station est de 40,3 °C, atteinte le 25 juillet 2019 ; la température minimale est de −22,1 °C, atteinte le 17 janvier 1985,,. 
Les paramètres climatiques de la commune ont été estimés pour le milieu du siècle (2041-2070) selon différents scénarios d'émission de gaz à effet de serre à partir des nouvelles projections climatiques de référence DRIAS-2020. Ils sont consultables sur un site dédié publié par Météo-France en novembre 2022.

## Urbanisme

### Typologie
Au 1er janvier 2024, Pourcy est catégorisée commune rurale à habitat dispersé, selon la nouvelle grille communale de densité à sept niveaux définie par l'Insee en 2022.
Elle est située hors unité urbaine. Par ailleurs la commune fait partie de l'aire d'attraction de Reims, dont elle est une commune de la couronne,. Cette aire, qui regroupe 294 communes, est catégorisée dans les aires de 200 000 à moins de 700 000 habitants,.

### Occupation des sols
L'occupation des sols de la commune, telle qu'elle ressort de la base de données européenne d’occupation biophysique des sols Corine Land Cover (CLC), est marquée par l'importance des forêts et milieux semi-naturels (65,8 % en 2018), une proportion identique à celle de 1990 (65,8 %). La répartition détaillée en 2018 est la suivante :
forêts (65,8 %), terres arables (22,3 %), zones agricoles hétérogènes (8,7 %), cultures permanentes (3,2 %). L'évolution de l’occupation des sols de la commune et de ses infrastructures peut être observée sur les différentes représentations cartographiques du territoire : la carte de Cassini (XVIIIe siècle), la carte d'état-major (1820-1866) et les cartes ou photos aériennes de l'IGN pour la période actuelle (1950 à aujourd'hui).

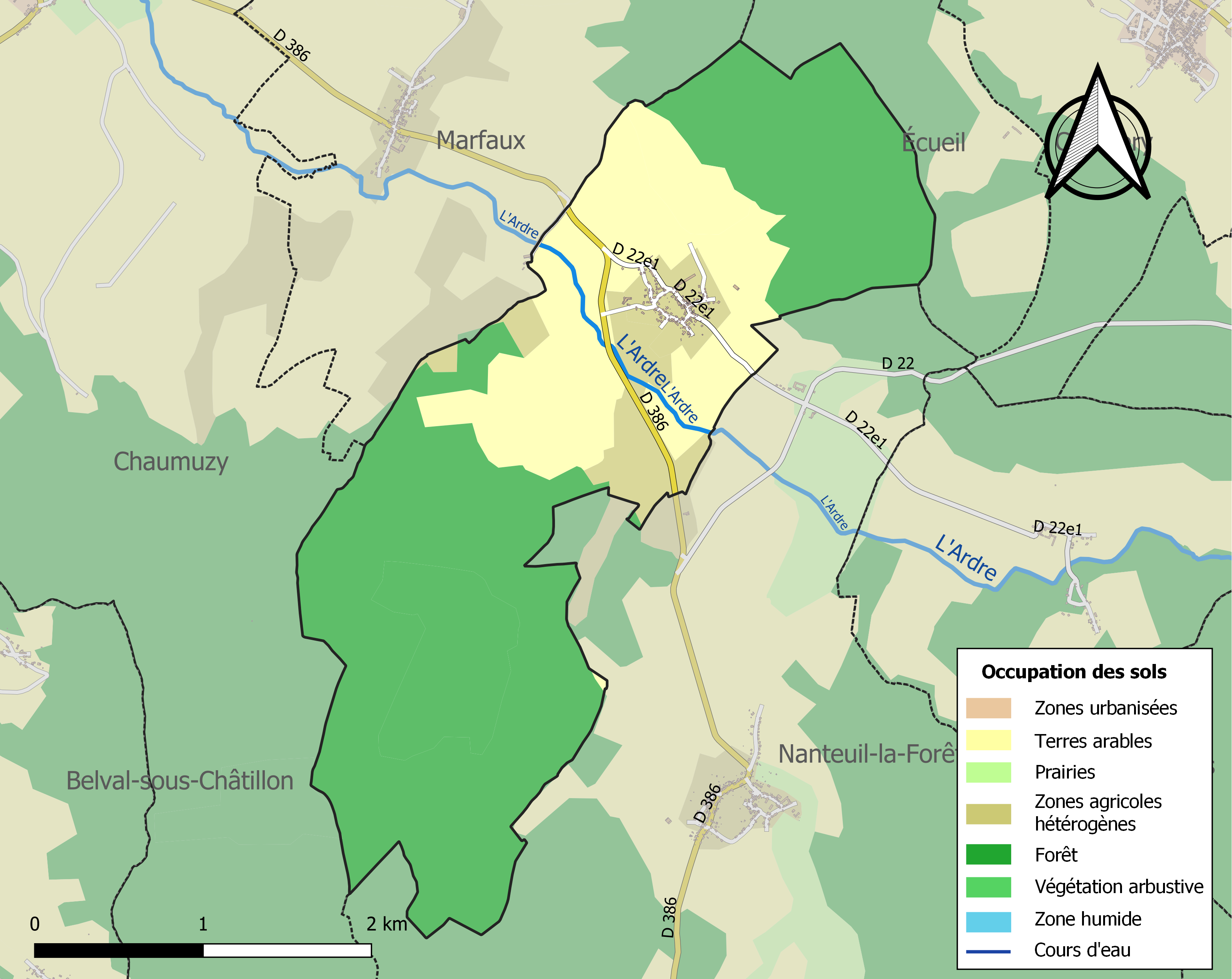
Carte des infrastructures et de l'occupation des sols de la commune en 2018 (CLC).

## Hydrographie
La rivière Ardre, le ruisseau des Iselles et le ruisseau de Courton sont les principaux cours d'eau qui traversent la commune.

## Économie
Pourcy possède un vignoble de 20 hectares en appellation Champagne.

## Toponymie
Le nom de la localité est attesté sous les formes Porcetum (commencement du XIe siècle) ; Porci (1150-1164) ; Porceium (1215) ; Pourcy delez Nanthueil (1304) ; Pourci (1324) ; Porcy (1398) ; Pourcy-le-Château (1860).

Du nom d'homme latin Porcius avec le suffixe –acum[réf. nécessaire].

## Histoire
De terribles combats ont eu lieu autour de Pourcy au cours de la Première Guerre mondiale (1914-1918), en particulier lors de la Seconde bataille de la Marne. La commune est décorée de la Croix de guerre 1914-1918 le 30 mai 1921.

## Politique et administration
Pourcy faisait partie du canton de Châtillon-sur-Marne. Dans le cadre du redécoupage cantonal de 2014 en France, la commune fait désormais partie du Canton de Dormans-Paysages de Champagne.

### Intercommunalité
La commune, antérieurement membre de la communauté de communes Ardre et Tardenois, était membre, depuis le 1er janvier 2014, de la communauté de communes Ardre et Châtillonnais.
En effet, conformément au schéma départemental de coopération intercommunale de la Marne du 15 décembre 2011, cette communauté de communes Ardre et Châtillonnais est issue de la fusion, au 1er janvier 2014, de la Communauté de communes du Châtillonnais et de la communauté de communes Ardre et Tardenois,.
Depuis le 1er janvier 2017, elle appartient au Grand Reims.

### Liste des maires
| Période                                  | Période                      | Identité          | Étiquette | Qualité                    |
| ---------------------------------------- | ---------------------------- | ----------------- | --------- | -------------------------- |
| avant 1874                               | après 1876                   | Vély              |           |                            |
| Les données manquantes sont à compléter. |                              |                   |           |                            |
|                                          | 1942                         | Léonce Bernheim   | SFIO      | Avocat, conseiller général |
| 1945                                     | 1989                         | Henri Macquart    | SFIO      | conseiller général         |
| 1995                                     | 2008                         | Serge Larouzée    |           |                            |
| 2008                                     | 2010                         | Patrice Cadart    |           |                            |
| 2010                                     | 2014                         | Serge Larouzée    |           |                            |
| 2014                                     | En cours (au 4 juillet 2014) | Jean-Louis Farard |           |                            |

## Démographie
Les habitants de Pourcy sont appelés les Pourciens et les Pourciennes.
L'évolution du nombre d'habitants est connue à travers les recensements de la population effectués dans la commune depuis 1793. Pour les communes de moins de 10 000 habitants, une enquête de recensement portant sur toute la population est réalisée tous les cinq ans, les populations de référence des années intermédiaires étant quant à elles estimées par interpolation ou extrapolation. Pour la commune, le premier recensement exhaustif entrant dans le cadre du nouveau dispositif a été réalisé en 2006.

En 2022, la commune comptait 192 habitants, en évolution de +1,05 % par rapport à 2016 (Marne : −1,19 %, France hors Mayotte : +2,11 %).
| 1793 | 1800 | 1806 | 1821 | 1831 | 1836 | 1841 | 1846 | 1851 |
| ---- | ---- | ---- | ---- | ---- | ---- | ---- | ---- | ---- |
| 260  | 288  | 263  | 284  | 319  | 305  | 287  | 276  | 290  |

| 1856 | 1861 | 1866 | 1872 | 1876 | 1881 | 1886 | 1891 | 1896 |
| ---- | ---- | ---- | ---- | ---- | ---- | ---- | ---- | ---- |
| 277  | 281  | 262  | 250  | 240  | 222  | 255  | 269  | 251  |

| 1901 | 1906 | 1911 | 1921 | 1926 | 1931 | 1936 | 1946 | 1954 |
| ---- | ---- | ---- | ---- | ---- | ---- | ---- | ---- | ---- |
| 212  | 207  | 191  | 152  | 143  | 152  | 123  | 152  | 128  |

| 1962 | 1968 | 1975 | 1982 | 1990 | 1999 | 2006 | 2011 | 2016 |
| ---- | ---- | ---- | ---- | ---- | ---- | ---- | ---- | ---- |
| 124  | 105  | 96   | 128  | 153  | 173  | 180  | 163  | 190  |

| 2021 | 2022 | - | - | - | - | - | - | - |
| ---- | ---- | - | - | - | - | - | - | - |
| 195  | 192  | - | - | - | - | - | - | - |

## Culture locale et patrimoine

### Lieux et monuments
- Maison du parc naturel régional de la Montagne de Reims : mare pédagogique, verger conservatoire, salle d'exposition.
- Point de départ de chemins de randonnée.
- Église romane Saint-Rémi.
- Vestiges du moulin initialement situé chemin de Nanteuil, visibles place Henri-Macquart.
- Curiosités géologiques : les faluns de Pourcy.

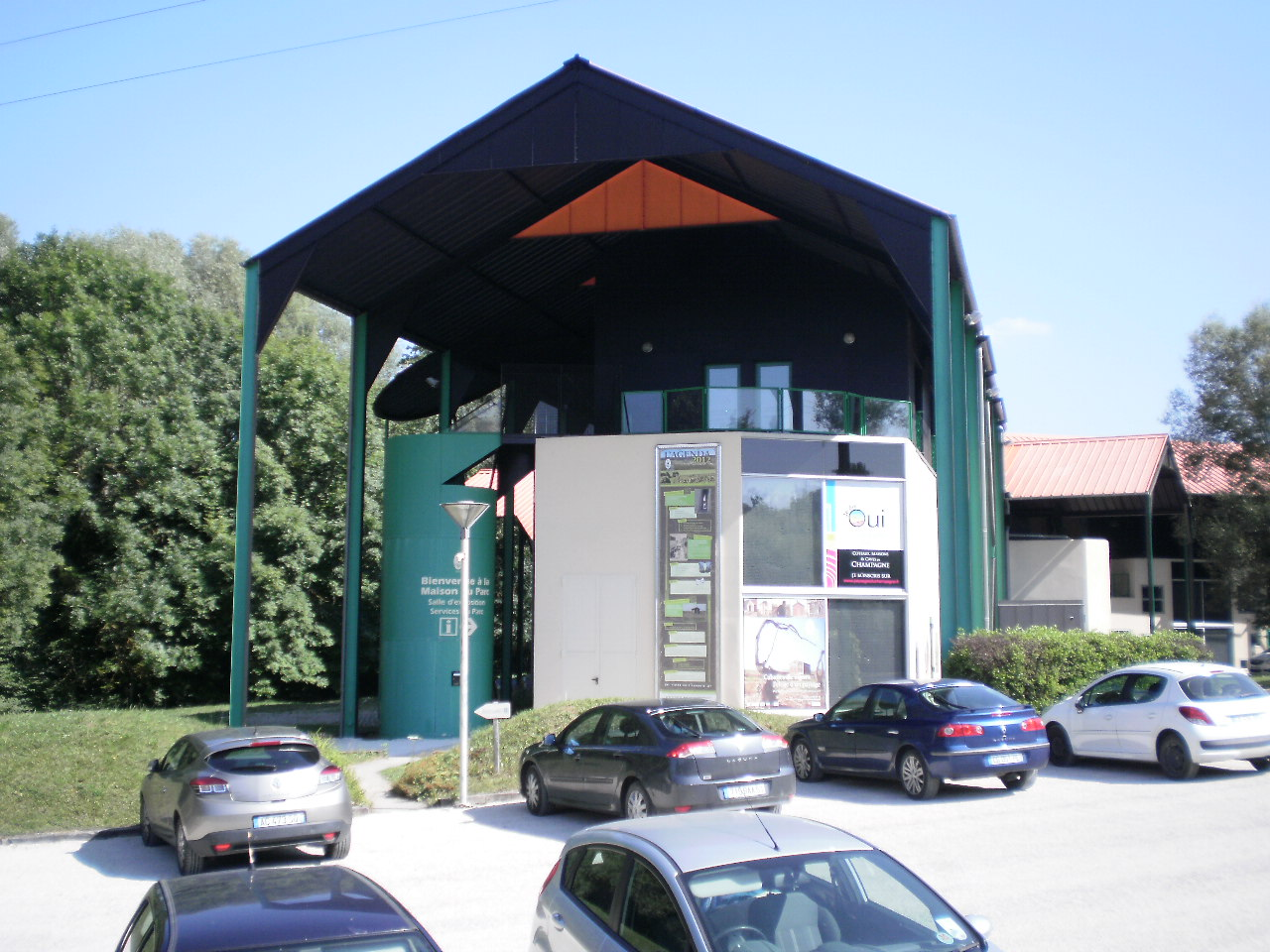
Maison du parc naturel régional de la Montagne de Reims.
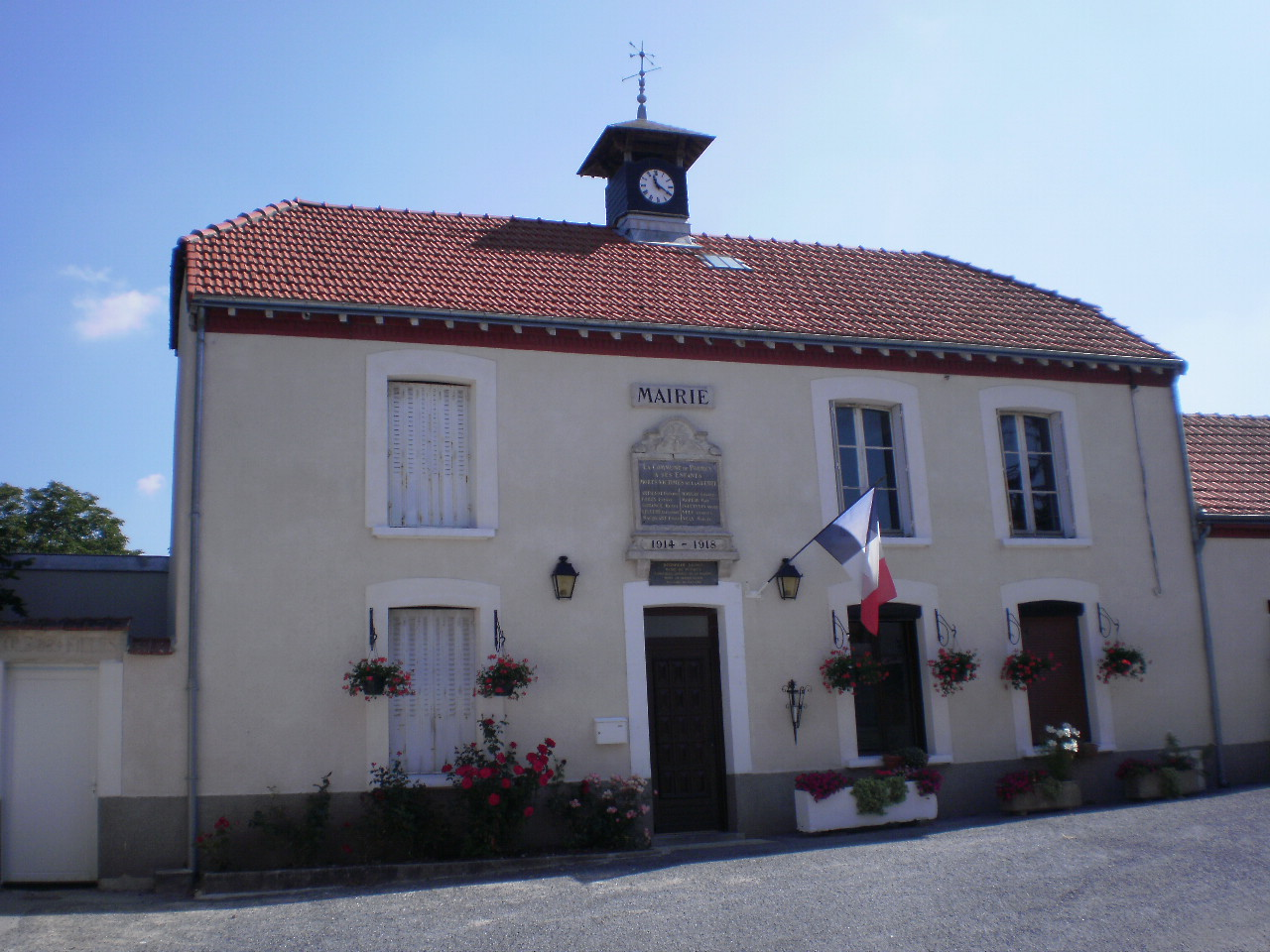
La mairie.
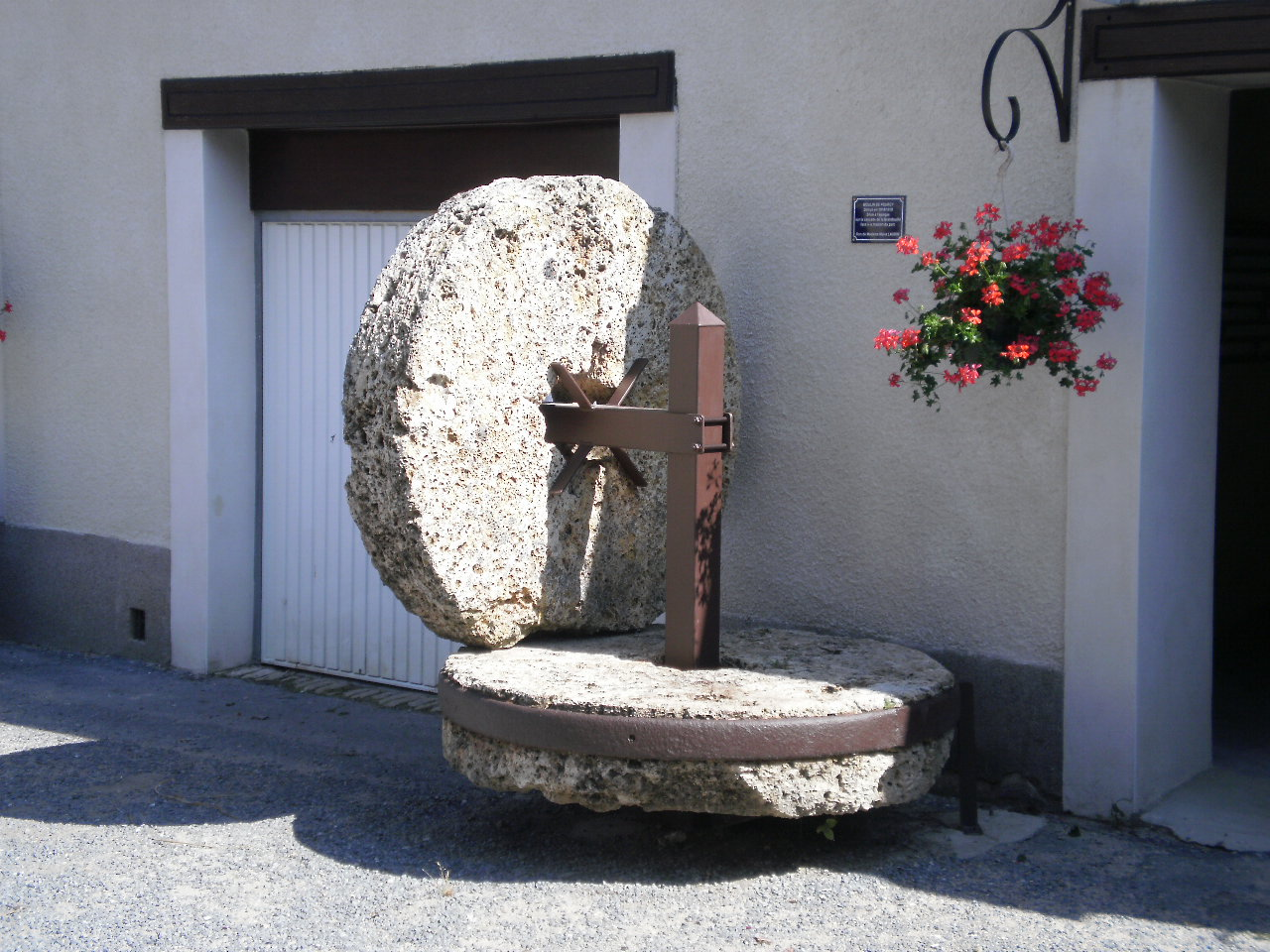
Le moulin.
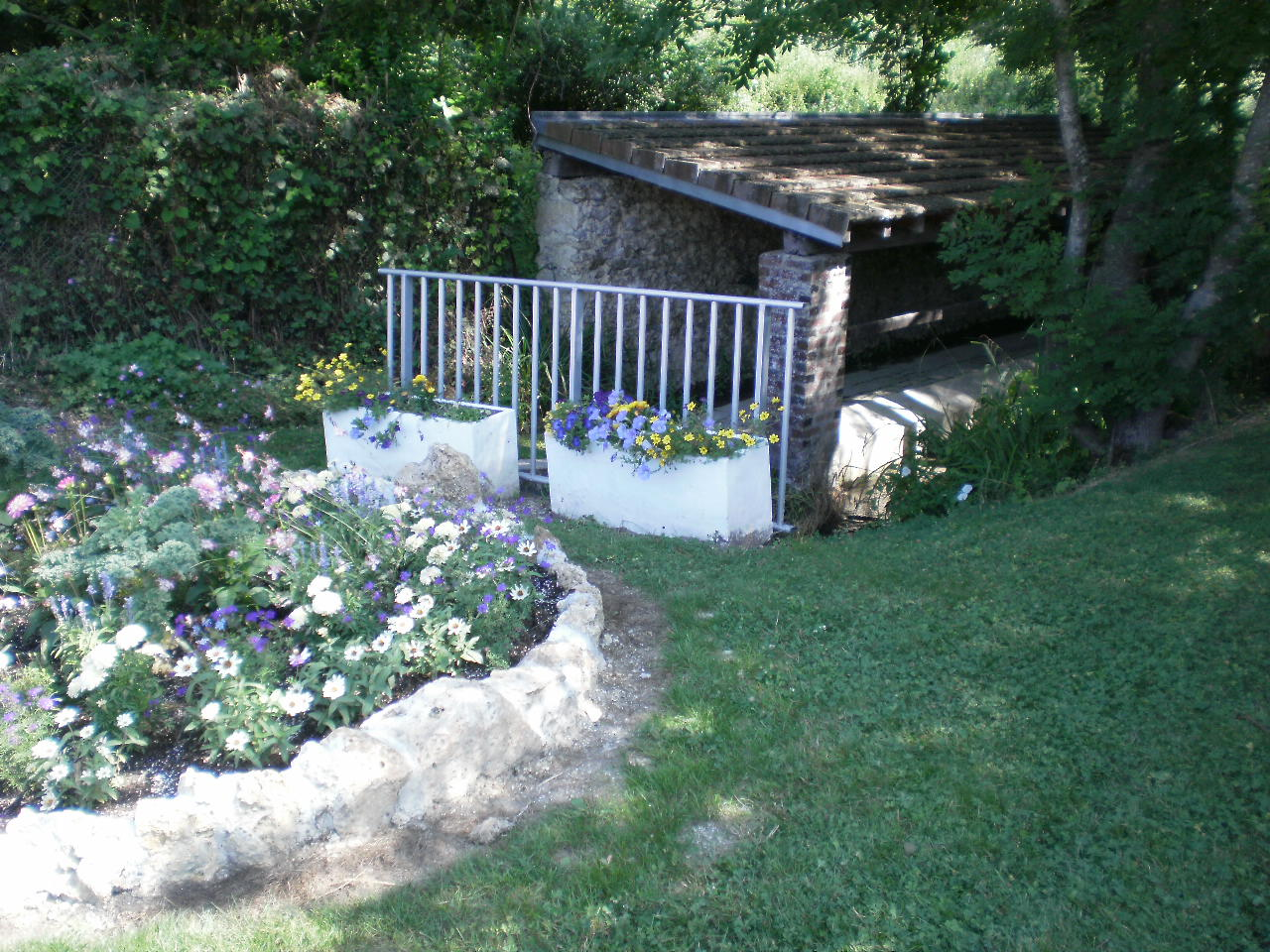
Le lavoir.
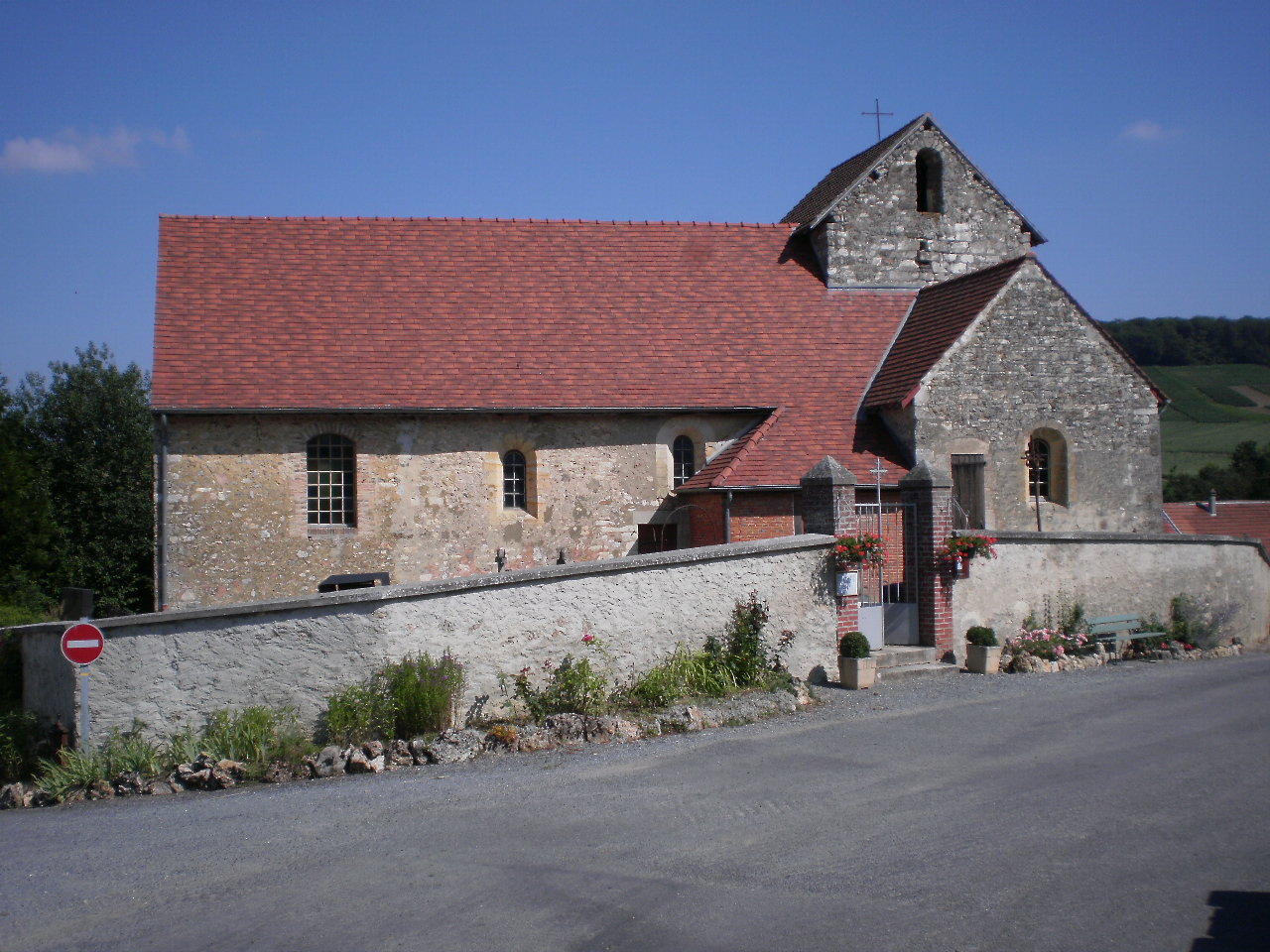
La façade de l'église
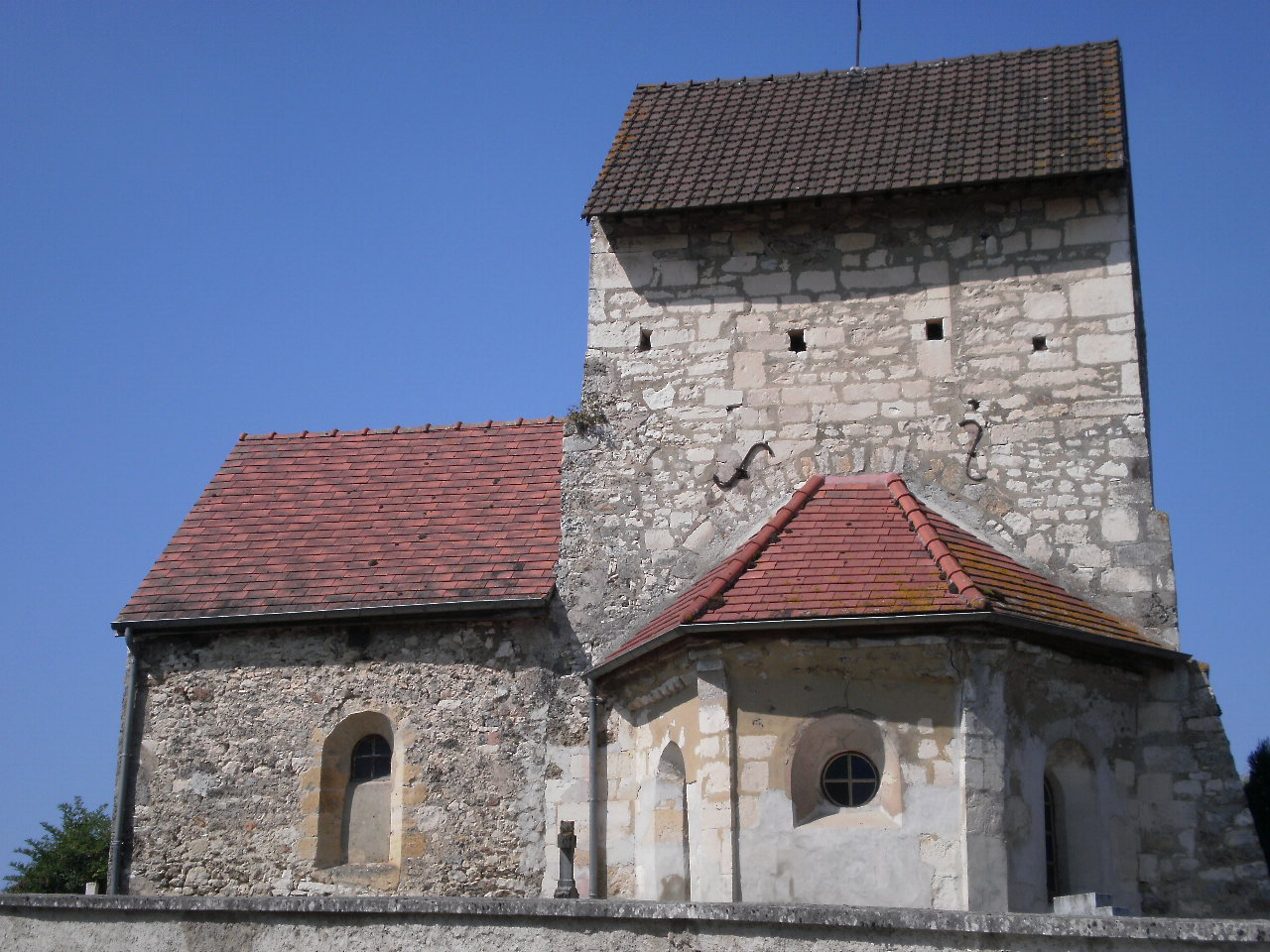
Le chevet de l'église

### Personnalités liées à la commune
- Léonce Bernheim (1886-1944), maire de la commune jusqu'en 1942.

### Festivités
- Fête patronale le week-end de la Pentecôte ;
- Fête du parc naturel régional de la Montagne de Reims ;
- Vide-grenier ;
- Compétition de VTT organisée par le club de Bazancourt.

### Héraldique
| Blason de Pourcy | Blason  | Tiercé en pairle renversé : au 1er de gueules à un coquillage renversé d'or, au 2e d'or à une grappe de raisin de pourpre tigée, feuillée et vrillée au naturel, au 3e d'azur à une colombe du Saint-Esprit fondant d'argent tenant la sainte Ampoule d'or. |
| Blason de Pourcy | Détails | Le coquillage évoque les faluns du village, le raisin est pour la viticulture, et la colombe du Saint-Esprit rappelle saint Remi, patron de la paroisse locale. Création Jean-François Binon, adoptée.                                                      |